# Skagi
La Skagi, toponyme islandais signifiant littéralement en français « la péninsule », est une péninsule du Nord de l'Islande, dans la région Norðurland vestra, entre la Húnaflói à l'ouest et le Skagafjörður à l'est.